# Robertson Pet
Robertson Pet är en stad i den indiska delstaten Karnataka, och tillhör distriktet Kolar. Folkmängden uppgick till 143 233 invånare vid folkräkningen 2011, med förorter 162 230 invånare.